# Zhurbenkoa
Zhurbenkoa is een geslacht van korstmossen behorend tot de familie Malmideaceae. De typesoort is Zhurbenkoa epicladonia.

## Soorten
Volgens Index Fungorum bevat het geslacht drie soorten (peildatum maart 2022):
| Soortnaam              | Auteur(s)                                               | Publicatiejaar |
| ---------------------- | ------------------------------------------------------- | -------------- |
| Zhurbenkoa cladoniarum | (Müll. Arg.) Flakus, Etayo, Pérez-Ortega & Rodr. Flakus | 2019           |
| Zhurbenkoa epicladonia | (Nyl.) Flakus, Etayo, Pérez-Ortega & Rodr. Flakus       | 2019           |
| Zhurbenkoa latispora   | Flakus, Etayo, Pérez-Ortega & Rodr. Flakus              | 2019           |